# Кирил (митрополит Московски)
Кирил I Блажени је био митрополит кијевски и целе Русије у периоду од 1224-1233. године.
Патријарх Герман II поставио га је за митрополита целе Русије 1224. године. Трон кијевског митрополита, био је упражњен више од четири године, што указује на тешкоће које су се могле појавити по питању каноничности именовања Грка Кирила у за Руског митрополита.
Према хроникама тога времена, он је био „високо обучен и лукав у учењу божанских књига“. Био је коаутор епископског „Правила“, којим су укинуто  учечће у паганским играма и борбама песницама у склопу црквених сабора. У каснијем ауторском делу „Учење свештеницима“, духовни моралиста позвао је на висину посебне будности црквеног духа.
Митрополит Кирил уживао је поштовање руских кнезова и неколико пута је мирио међусобне свађе међу њима, спречавајући да се распламса права борба. У својим активностима настојао је да заштити митрополију од власти световних владара, био је ангажован на консолидацији црквених епископа Русије. Два пута је организовао помесне црквене саборе - 1227. у Владимиру и 1231. у Кијеву. Био је у добрим односима са Коијево печерском лавром.
Помињање митрополита Кирила у хроникама сугерише да је он био изванредан митрополит, истакнут у низу других архипастира.
Кирил је умро између 10. јуна и 15. августа 1233. године.